# Wolfgang Klausewitz
Wolfgang Georg Maximilian Klausewitz (* 20. Juli 1922 in Berlin; † 31. August 2018 in Bad Homburg vor der Höhe) war ein deutscher Meereszoologe, Museologe und Wissenschaftshistoriker. Er war von 1975 bis 1983 Vorsitzender des Deutschen Museumsbundes.

## Leben
Geboren als Sohn des Hochschullehrerehepaares Wilhelm und Anna Klausewitz, stand für Wolfgang Klausewitz früh fest, dass er Zoologe werden wollte, denn ein Vortrag von Hans Hass über seine Taucherkundungen in der Karibik beeindruckte ihn nachhaltig. Seine Pläne gerieten ins Hintertreffen, als er 1941 zur Wehrmacht eingezogen wurde. Während des Zweiten Weltkriegs diente er als Leutnant, wurde in Nordafrika, Frankreich und Italien eingesetzt und musste sich schließlich den Amerikanern ergeben. Als er 1946 aus der Kriegsgefangenschaft entlassen wurde, hatte er fünf wertvolle Jahre seines Lebens verloren und bezweifelte, dass sein Traum, Zoologe zu werden, immer noch zu verwirklichen war. Mit Hilfe eines Freundes erhielt er eine Aufenthaltserlaubnis für Frankfurt am Main, wo er bei seiner Vermieterin die Zeitschrift Natur und Volk vorfand. Diese Zeitschrift wurde vom Senckenberg Naturmuseum herausgegeben, und Klausewitz beschloss, dessen damaligen Direktor, Robert Mertens, zu besuchen. Dieser riet ihm in diesen schwierigen Zeiten dringend von einem Zoologiestudium ab. Desillusioniert wandte er sich wieder seiner Arbeit zu. Eine junge Kollegin namens Margarita Willmann mahnte jedoch, dass ausgelassene Chancen lebenslanges Unglücklichsein bedeuten können; sie wurde später seine Ehefrau.
So schrieb er sich noch 1946 an der Frankfurter Universität ein und begann 1947 ein Studium der Zoologie, Botanik, Geologie, Anthropologie und Psychologie. Die Gebäude der Universität waren im Krieg weitgehend zerstört worden, weshalb die Studenten beim Wiederaufbau ihrer Institute mithelfen mussten und dort viel Zeit verbrachten. Klausewitz wurde von Mertens wiedererkannt und zu einem öffentlichen Vortrag in das Naturkundemuseum und Forschungsinstitut Senckenberg, das sich neben dem Zoologischen Institut befand, eingeladen. Daraus entwickelte sich 1949 eine freiwillige Assistenz in der Herpetologie-Abteilung des Museums, wo er drei Jahre später seinen Doktortitel erhielt. Seine Dissertationsschrift trägt den Titel Cytodiagnostische Untersuchungen an lebenden Blut- und Lymphzellen einiger Amphibienarten mit Hilfe des Zeitrafferfilms und der Phasenkontrastoptik. Zwei weitere Jahre arbeitete er in der Herpetologie, bis er 1954 als Leiter der Ichthyologischen Sektion fest angestellt war. Die folgenden Jahre waren von Forschungsexpeditionen geprägt. Klausewitz beteiligte sich 1957/58 an Bord des Schoners „Xarifa“ an einer von Hans Hass organisierten und geleiteten Expedition zum Roten Meer und zum Indischen Ozean. Die sich anschließende Ichthyologieforschung basierte auf den Fischsammlungen und biologischen Daten dieser außergewöhnlichen Kreuzfahrt. Den Lehrsätzen Mertens folgend, erkannte Klausewitz, wie wichtig es ist, vergleichende morphologische Untersuchungen von konservierten Exemplaren mit Beobachtungen von lebenden Fischen in ihrer natürlichen Umgebung zu ergänzen. Er führte neue Forschungsmethoden ein, wie beispielsweise die Dokumentation der Fischverteilung entlang der Riffformationen, die zur gängigen Methode zur Untersuchung der Populationsdynamik von Rifffischen wurde.
In den 1960er Jahren verbrachte Klausewitz viele Monate in ausländischen Forschungseinrichtungen und auf hoher See. Während seiner wissenschaftlichen Laufbahn konzentrierte sich seine Forschung auf Taxonomie, Systematik und Biogeographie bezogen auf im Roten Meer und im Indischen Ozean beheimatete Fische. Er beschrieb rund 40 neue Fischarten. Nach ihm benannt wurde eine neue Gattung (Klausewitzia) mitsamt ihren Unterarten. 1961 wurde er Leiter der auf die Öffentlichkeit ausgerichteten Bildungsabteilung. Ab 1963 ergänzte er seine ichthyologische Forschung mit akademischer Lehre und gab Unterricht im südhessischen Raum. Er war maßgeblich an der Gestaltung der Europäischen Ichthyologischen Union beteiligt und diente ihr viele Jahre als Generalsekretär. 1966 trat er dem Deutschen Museumsbund e. V. (DMB) bei.
Für das Fernsehen produzierte er naturwissenschaftliche Sendungen, zum Beispiel Expeditionsberichte mit Unterwasseraufnahmen, die noch nie zuvor gezeigt worden waren. 1968 moderierte er im ZDF-Nachmittagsprogramm eine halbstündige Sendereihe mit dem Titel Kleine Tiere ganz groß. Ab 1971 stand er der Abteilung Zoologie mit dem Schwerpunkt „Wirbeltiere“ vor. In dieser Zeit zunehmender Gewässerverschmutzung begann er sich um ökologische Aspekte zu kümmern, insbesondere um die Situation der Süßwasserfische in Rhein und Main.
Von 1975 bis 1983 war er Vorsitzender des Deutschen Museumsbundes und damit der erste Naturwissenschaftler, der diese Position innehatte, die bis dato Kunsthistorikern vorbehalten war. Er übernahm eine führende Rolle bei der Umgestaltung des DMB. Auch setzte er sich mit der Geschichte des DMB auseinander und verfasste mehrere Beiträge zur Institutions-Historie, die in einem Buch sowie in der hauseigenen Fachzeitschrift Museumskunde (neben weiteren anders akzentuierten Aufsätzen) veröffentlicht wurden.
Im Jahr 1979 stieg Klausewitz zum stellvertretenden Direktor des Senckenberg Museums auf. Er bekleidete diese Position bis zu seinem Ruhestand 1987. Mit diesem begann seine ehrenamtliche wissenschaftliche Mitarbeit im Museum, für die er nun so viel Zeit aufbringen konnte, wie er wollte und brauchte. Er widmete sich unter anderem der Geschichte der Ichthyologie. Aufgrund seiner vielfältigen und zum Teil pionierhaften Leistungen bekam er Ehrenmitgliedschaften naturwissenschaftlicher Einrichtungen im In- und Ausland angetragen. Als Referent hielt er viele Vorträge. 2010 lautete sein Thema 300 Jahre Senckenberg, wobei er die Geschichte der Senckenberg Gesellschaft für Naturforschung vom Gründungsvater her (dem Arzt Johann Christian Senckenberg) bis zum Wachstum des Frankfurter Hauptsitzes und den hinzugekommenen neuen Standorten beleuchtete.
Am 31. August 2018 starb Wolfgang Klausewitz nach einem kurzen Krankenhausaufenthalt in Bad Homburg. Er wurde am 11. September 2018 auf dem Hauptfriedhof in Oberursel beigesetzt.

## Auszeichnungen
- 1975: Ehrenpreis für Gewässerschutz des Verbandes Deutscher Sportfischer
- 1977: Ehrenmedaille in Gold für Untersuchungen an Fischen

## Publikationen
- Fische (= Delphin-Naturbücherei; Nr. 3). Delphin-Verlag, Stuttgart/Zürich 1969.
- Kleine Meeres-Aquaristik. Eine kurzgefasste Einführung in die Meeres-Aquaristik unter Mitarbeit von Peter Chlupaty. Philler, Minden 1969.
- (Als Herausgeber:) Museumspädagogik. Museen als Bildungsstätten. Verlag Waldemar Kramer, Frankfurt am Main 1975. ISBN 3-7829-1060-5.
- Handbuch der Meeres-Aquaristik. 3 Bände. Pfriem-Verlag, Wuppertal-Elberfeld 1975–1979.
- Diathek zur Deutschlandkunde. Teil D. Geographische Landeskunde / 12.3 Sehenswürdige Museen in der Bundesrepublik Deutschland (ohne Kunstsammlungen). Institut für Auslandsbeziehungen, Stuttgart 1984. (24 Dias und 23 Textseiten.)
- 66 Jahre Deutscher Museumsbund. Rheinland-Verlag, Köln 1984. ISBN 3-7927-0789-6.
- (Zusammen mit Wilhelm Schäfer, Wolfgang Tobias:) Umwelt 2000. Texte (= Kleine Senckenberg-Reihe; Nr. 3). Verlag Waldemar Kramer, Frankfurt am Main 1986. ISBN 3-7829-1102-4.
- (Als Herausgeber:) Contributions to the Knowledge of the Cichlid Fishes of the Genus Aulonocara of Lake Malawi (East-Africa) (=Courier Forschungsinstitut Senckenberg; Band 94). Senckenbergische Naturforschende Gesellschaft, Frankfurt am Main 1987. ISBN 3-924500-32-0.
- Wasserhaushalt, Wasserkreislauf und Fische. Zusatzinformationen zum Bildschirmtext der Fischausstellung des Senckenberg-Museums (=Kleine Senckenberg-Reihe; Nr. 17). Verlag Waldemar Kramer, Frankfurt am Main 1988. ISBN 3-7829-1110-5.
- Sowie mehrere hundert Buchvorworte, Begleittexte und Fachzeitschriftenveröffentlichungen.

## Ausstellungs-Kuration (Auswahl)
- 1959: Tiere im Flug
- 1965: 75 Jahre Pithecanthropus
- 1970: Tiere im alten Ägypten
- 1986: Umwelt 2000
- 1987: Permanente Fischexponate-Präsentation des Senckenberg-Museums